# Phragmidium sarcopoterii
Phragmidium sarcopoterii är en svampart som beskrevs av Gjaerum & Bahç. 2004. Phragmidium sarcopoterii ingår i släktet Phragmidium och familjen Phragmidiaceae.   Inga underarter finns listade i Catalogue of Life.